# John Verdon
John P. Verdon es un novelista estadounidense nacido el 1 de enero de 1942.

## Biografía
Comenzó su carrera profesional como escritor publicitario, pero lo dejó para continuar con carpintería y construir muebles. Cuando su esposa dejó el trabajo como profesora, se trasladaron a la zona de las montañas de Catskill. Esta estancia será decisiva para su futuro, ya que comenzará a leer diversas novelas, sobre todo de misterio. Descubrió los clásicos libros de Conan Doyle o Ross Macdonald, pero lo que más le fascinó fue la construcción mecánica que tenían. 
Hasta que su esposa le propuso escribir su propia novela de misterio. El resultado, después de dos años, fue Sé lo que estás pensando, publicado en el mes de junio de 2010. 
Su agente publicitario le pidió que escribiera más novelas con los mismos personajes principales. El resultado fue No abras los ojos, segunda entrega, la que se convirtió en otro superventas internacional, traducida a más de 20 idiomas publicado en junio de 2011. La tercera novela  se titula  Deja en paz al diablo, publicada en junio de 2012. La cuarta entrega, No confíes en Peter Pan, fue lanzada en noviembre de 2013. Controlaré tus sueños es el título del quinto libro de la saga publicado en octubre de 2015. En junio de 2018 se publicó la sexta entrega:  Arderás en la tormenta. En el mes de noviembre de 2020 salió al mercado, El ángel negro, la séptima entrega de la saga. En junio de 2023 se publicó la octava y, de momento, última entrega de la colección : El favor .

## Dave Gurney
Mucha gente le ha preguntado sobre la relación entre el personaje principal de sus novelas y él mismo, ya que comparten bastantes similitudes. Verdon ha admitido en varias entrevistas que algunas de las características de Gurney han sido extraídas de su propia vida y personalidad.  
Ambos nacieron en el Bronx, se graduaron en la misma universidad, los dos tuvieron un trabajo de gran exigencia en la ciudad y los dos decidieron mudarse a un territorio más rural y alejado del bullicio. Es cierto que algunas de las ideas y formas de ser las comparten ambos, pero Verdon remarca que hay preocupaciones que sólo afectan a Gurney; al fin y al cabo, éste es un detective de homicidios. Por eso muestra una dureza y frialdad características de su trabajo, algo que el propio Verdon admite que jamás podría tener él.
Dave es un detective impresionante, pero aun así tiene serios problemas personales. El hecho de que sea un gran pensador y que se dedique a dar vueltas a todos los problemas hace que no se dé cuenta del impacto que tiene su forma de ser en los demás. Gurney ama a su esposa, pero no pasa el tiempo suficiente con ella y muchas veces se olvida de lo que estaban hablando o de dónde iba a estar ella durante el día. Todo lo contrario ocurre con las escenas de crimen, en las que no se le escapa ningún detalle. Tiende a priorizar su trabajo sobre todo lo demás, generando una gran tensión es sus relaciones personales.
John Verdon define así a su personaje principal: 
"Ama a su esposa y a su hijo pero no es nada bueno con las emociones. Esa es la parte con la que se siente más incómodo. Sus sentimientos están siempre encerrados bajo un análisis racional y nunca anda buscando sentirse querido o aceptado, él solamente busca las respuestas. El análisis racional es su mejor arma y escudo para lidiar con la vida".

## Recepción de la crítica
"Si alguien leyera esta novela sin ningún conocimiento del contexto del autor, cualquiera pensaría que es un policía retirado o un fiscal. Por ello sorprende tan notablemente lo bien que relata en sus novelas la tensión y dificultad que encierra el mundo criminal".
"Verdon es un maestro a la hora de mantener a Gurney un paso por delante del lector".